# Nicolas Corato
Pas d'image ? Cliquez ici

a Compétitions nationales et continentales officielles uniquement.

b Matchs officiels uniquement.
Dernière mise à jour le 18 juillet 2025.
Nicolas Corato, né le 7 octobre 1997 à Longages (Haute-Garonne), est un joueur français de rugby à XV. Il évolue au poste de pilier droit au Castres olympique depuis 2024.

## Biographie

### Jeunesse et formation
Natif de Longages, en Haute-Garonne, Nicolas Corato commence le rugby à XV en 2006, à l'âge de 10 ans, à Rieumes en tant que numéro 8 avant de rejoindre le Gers en 2014 et de monter de deux lignes en cadet au FC Auch. Une saison en Crabos, un passage en réserve, il fait sa première apparition en équipe première au stade Maurice-David. Il est pensionnaire du centre de formation avec un contrat d'apprentissage au CFA de Pavie (comme Pierre Bourgarit) en tant que futur conducteur de poids lourds.
Nicolas Corato a aussi évolué avec l'équipe de France des moins de 19 ans.

### Début de carrière à Auch (2016-2017)
Nicolas Corato commence sa carrière en Fédérale 1, lors de la saison 2016-2017 avec le FC Auch. Il joue principalement lors de la seconde partie de saison, durant laquelle son club lance de nombreux jeunes joueurs tels que Pierre Bourgarit ou encore Grégory Alldritt. Il joue son premier match contre Provence Rugby, fin octobre 2016, lorsqu'il entre en jeu à la 55e minute de jeu. Pour sa première saison, il joue au total neuf rencontres et inscrit un essai, face à l'US bressane en janvier 2017.

### Débuts à Pau entre les espoirs et les professionnels (2017-2020)
À la suite du dépôt de bilan du FC Auch en 2017, il rejoint le centre de formation de la Section paloise pour la saison 2017-2018,. Pour sa première saison à Pau, il évolue majoritairement avec l'équipe espoir mais il participe à quelques matches de Top 14. Il en joue trois au total dont une titularisation en fin de saison contre l'ASM Clermont, à l'occasion de la 21e journée de championnat.
En début de saison 2018-2019, en octobre, il signe un nouveau contrat « mixte » de deux ans en espoirs et un an en pro, soit jusqu'en 2022. Durant cette saison, il fait quelques apparitions en Top 14 et en Challenge européen où il connaît notamment une titularisation contre les Ospreys, confirmant la volonté de son club de l'intégrer au groupe professionnel.
La saison suivante, en 2019-2020, il est en concurrence au poste de pilier droit avec Mohamed Boughanmi, qui arrive en provenance du Stade rochelais, Lourens Adriaanse et Malik Hamadache. Il est considéré comme un espoir prometteur à se poste et peut espérer avoir du temps de jeu. Le 29 février 2020, durant la 17e journée de Top 14 face à Montpellier, il entre en jeu, obtient une pénalité en mêlée et marque l’essai de la victoire à la 76e minute. Son équipe n'avait alors plus gagné depuis près de quatre mois. Finalement, il ne joue que six matchs toutes compétitions confondues, soit quatre de moins que la saison passée. 
En février 2020, il fait également partie du groupe palois pour participer à l'Supersevens mais ne joue aucun match.

### Révélation au haut niveau (2020-2024)
Au cours de la saison 2020-2021, alors qu'il n'est pas encore professionnel puisque son contrat débute en juillet 2021, Nicolas Corato progresse vite et se révèle, après trois saisons d'apprentissage passées à jouer entre l'équipe espoir et l'équipe professionnelle. Il réalise une bonne saison en s'imposant comme la doublure de l'habituel titulaire au poste, l'international sud-africain Lourens Adriaanse. À 23 ans, il réalise la première saison pleine de sa carrière, en jouant vingt matchs de Top 14 et deux de Challenge européen.
En début de saison 2021-2022, Adriaanse quitte la section paloise et est remplacé par un autre sud-africain, Maks van Dyk qui vient concurrencer Nicolas Corato au poste de pilier droit. Aussi, sont recruté le tongien Siate Tokolahi et Kevin Yaméogo au même poste. Malgré cette arrivée de concurrence, Corato commence la saison comme titulaire, et ses bonnes performances lui permettent de prolonger son contrat avec la Section paloise de trois ans, soit jusqu'en 2024. Un mois plus tard, en novembre 2021, il est même invité dans l'équipe des Barbarians français pour affronter les Tonga au Matmut Stadium Gerland de Lyon. Les Baa-Baas s'impose 42 à 17 grâce à six essais inscrits. Il retrouve les Baa-Baas pour un match à Houston face à l'équipe des États-Unis le 1er juillet 2022. Il joue alors son deuxième match avec la sélection qui s'incline 26 à 21. Avec les Palois, il joue 25 matchs de championnat cette saison, en étant titularisé à quinze reprises. Il participe également à une rencontre de Challenge européen face à Édimbourg.
Nicolas Corato commence ensuite la saison 2022-2023, malgré l'arrivée de l'international géorgien Guram Papidze. Cependant, mi octobre 2022, sa saison est stoppée par une luxation du radius, le rendant indisponible plusieurs semaines. Il marque son retour le 4 décembre 2022 lors de la défaite paloise au Castres olympique en tant que remplaçant. Finalement, durant cette saison, il aura disputé 13 matchs de Top 14 et 3 matchs de Challenge Cup.
Il dispute son centième match sous les couleurs paloises le 17 février 2024 au Stade Chaban-Delmas face à l'Union Bordeaux Bègles (victoire paloise 20 à 10).

### Transfert au Castres olympique (depuis 2024)
À partir de la saison 2024-2025, Nicolas Corato, non conservé par la Section paloise, s'engage avec le Castres olympique où il signe un contrat de trois ans. Il arrive dans une équipe comportant Will Collier et Levan Chilachava à son poste,.

## Palmarès
Néant